# Fiat M11/39
Fiat M11/39 je bio talijanski srednje teški tenk koji je korišten na početku Drugog svjetskog rata, sve do kapitulacije Italije. Njegova razina vaterene moći i oklopne zaštite bila je primjerenija lakom tenku, no za talijane je on bio srednje teški tenk. U nazivu M11/39, ovo "M" označava Medio (na hrvatskom:srednji), broj 11 označava težinu, a zadnji broj označava godinu kada je ušao u aktivnu službu (1939.).

## Razvoj i opis
Prvi prototip je izgrađen 1937. godine. Već sljedeće godine talijanska vojska naručila je 100 takvih tenkova, a 1939. je započela serijska proizvodnja. Proizvodnja je iznosila 9 komada mjesečno. Prototip je imao i radio, dok zbog smanjenja troškava proizvodnje nije bio ugrađivan u serijske modele.
Glavno naoružanje je bio top kalibra 37 mm postavljen na desnoj strani nadgrađa. Top je imao teleskopski vizor. Dodatno naoružanje činile su dvije strojnice Breda kalibra 8 mm. 
Razina oklopne zaštite na L11/39 bila je slaba. Najveća debljina od 30 mm bila je dovoljna da se tenk zaštiti od neizravnog udara zrna kalibra 20 mm u prednji dio tenka. Oklop je bio izrađen od čeličnih ploča povezanih zakovicama. 
Za pogon je služio Dieselov motor snage 105 KS koji nije bio dovoljno jak da tenku pruži dovoljne mogućnosti kretanja. Tako je L11/39 uz ovaj motor mogao razviti brzinu od 32,2 km/h. Uz izuzetno loš omjer snage i mase od 9,5 KS/t i lošu kvalitetu izrade, L11/39 nije bio pouzdan. Česti su bili kvarovi na motoru i ovjesu.
Na temelju M11/339 tenka izrađen je tenk M13/40 na kojem su uklonjeni neki od glavnih nedostatka koje je imao njegov prethodnik.
Od ukupno 100 proizvedenih primjeraka, 72 su u lipnju 1940. poslana u Libiju, a 24 su poslana talijanskim snagama u istočnoj Africi (12 u Etiopiju i 12 u Somaliju).

## Vanjske poveznice
- M11/39 Medium Tanks
- Carro M.11/39
- M11/39  Arhivirana inačica izvorne stranice od 9. svibnja 2008. (Wayback Machine)